# HD 180885
HD 180885，又名CD-3513393，SAO 211175、HR 7316，是一颗恒星，视星等为5.59，位于銀經2.76，銀緯-20.69，其B1900.0坐标为赤經19h 13m 2.4s，赤緯-35° -20.69′ 12″。